# 21. srpnja
21. srpnja (21. 7.) 202. je dan godine po gregorijanskom kalendaru (203. u prijestupnoj godini).
Do kraja godine imaju još 163 dana.

## Događaji
- 976. – Osnovana austrijska kneževska loza Babenberg, koja je vladala Austrijom do 1246. godine. Njihov obiteljski arhiv postao je osnovni fond današnjeg Državnog arhiva u Beču.
- 1542. – Papa Pavao III. osnovao inkviziciju – kongregaciju kardinala s ovlaštenjima za progon heretika, kako bi pojačao borbu protiv protestantizma.
- 1588. – Engleska flota porazila španjolsku Armadu Filipa II.
- 1718. – Zaključen Požarevački mir između Turske, Austrije i Mletačke Republike, nakon turskog poraza u ratu 1714. – 1718. Tim mirom Turska je prepustila Austriji sjevernu Srbiju, južno od Save, Banat i dio Srijema.
- 1773. – Papa Klement XIV. izdao papinsku bulu "Dominus ac Redemptor" kojom je raspustio isusovački red.
- 1774. – Sklopljen Kučuk-Kajnardžijski mir kojim je okončan rat između Rusije i Turske 1768. – 1774., u kojem je turska vojska doživjela niz poraza.
- 1798. – Nakon pobjede u bitci kod piramida, Napoleon Bonaparte zavladao Egiptom.
- 1820. – Danski fizičar Hans Christian Oersted predstavio svoje otkriće - elektromagnetizam.
- 1831. – Belgija dobila nezavisnost od Nizozemske, a Leopold I postao kralj.
- 1883. – Prihvaćen prijedlog na sjednici Dalmatinskog sabora, kojim je hrvatski postao službenim jezikom u Dalmatinskom saboru i Zemaljskom (pokrajinskom) odboru te kada je odlučeno i da se sa strankama mora obraćati hrv. jezikom i da u drž. službu nitko ne smije biti primljen ako ne poznaje hrvatski.[1] Ali,  Zbog zatvaranja Sabora nije izglasovan prijedlog da hrvatski jezik bude službeni jezik u svim državnim uredima u Dalmaciji. Tek 26. travnja 1909. donesena je odluka da hrvatski jezik bude službeni jezik u sudstvu, upravi i školstvu Dalmacije, koja je stupila na snagu tek 1. siječnja 1912. godine.[2]
- 1904. – Cammile Jenatzy, vozeći 100 km na sat, postavio novi svjetski rekord u brzini vožnje automobilom.
- 1904. – Završena gradnja Transsibirske željeznice od Moskve do Nahotke kod Vladivostoka (oko 9.300 km). Gradnja je trajala 13 godina.
- 1920. – U atentatu je ubijen meksički seljački vođa Pancho Villa.
- 1921. – U Delnicama ubijen ministar unutrašnjih poslova Kraljevine Srba, Hrvata i Slovenaca (SHS) Milorad Drašković. Atentat je, u znak prosvjeda zbog donošenja Obznane, zakona kojim je zabranjen rad Komunističkoj i drugim ljevičarskim partijama, izvršio Alija Alijagić, pripadnik ljevičarske organizacije "Crvena pravda".
- 1940. – SSSR anektirao Estoniju, Latviju i Litvu.
- 1941. – U Beranama formiran prvi NOO u Novoj Jugoslaviji.
- 1949. – Američki Senat ratificirao stvaranje NATO-a.
- 1954. – Na pregovorima u Genevi, Francuska dala nezavisnost Sjevernom i Južnom Vijetnamu
- 1960. – Sirimavo Bandaranaike, nakon ubojstva njenog muža Solomona, izabrana za premijera Cejlona (Šri Lanka) i tako postala prva žena predsjednica vlade u povijesti britanskog Commonwealtha.
- 1960. – U Africi uspostavljena država Katanga.
- 1960. – Sastav The Shadows s pjesmom "Apache" dolazi na prvo mjesto britanske top ljestvice Top 20. "Apache" je njihov prvi od 20 singlova koji su tijekom 1960-ih zauzeli prvo mjesto na britanskim ljestvicama Top 20. Ipak Shadowsi nemaju nikakvog uspjeha na top. ljestvicama u Sjedinjenim Državama, na kojima je danski gitarist Jorgen Ingmann imao hit svoje inačice "Apachea" iz 1961. godine.
- 1965. – Pakistan, Iran i Turska potpisali regionalni pakt.
- 1967. – Pod kotačima vlaka poginuo Albert John Luthuli, južnoafrički političar, borac protiv apartheida. Dobitnik je Nobelove nagrade za mir 1960. godine.
- 1973. – Usprkos prosvjedima svjetskog javnog mišljenja, Francuska počela seriju nuklearnih proba na atolu Muroroa u južnom Pacifiku.
- 1974. – Grčka prihvatila Rezoluciju UN-a o prekidu vatre na Cipru, jedan dan nakon turske invazije. Turska je prihvatila istu rezoluciju sutradan.
- 1983. – U Poljskoj ukinuto ratno stanje, uvedeno u prosincu 1981. godine.
- 1992. – Predsjednik Republike Hrvatske dr. Franjo Tuđman i predsjednik Predsjedništva Republike BiH Alija Izetbegović potpisali su u Zagrebu Sporazum o prijateljstvu i suradnji dviju država. Jedna od odrednica tog akta je ulazak oružanog dijela Hrvatskog vijeća obrane (HVO) u sastav Oružanih snaga BiH pod zajedničkim zapovjedništvom.
- 1993. – U poplavama i klizištima, prouzrokovanim jednomjesečnim kišama, u Indiji, Bangladešu i Nepalu poginulo mnogo ljudi, a više milijuna osoba je prinuđeno napustiti svoje domove.
- 1994. – Ruski pisac Aleksandar Isajevič Solženjicin stigao u Moskvu, nakon dvomjesečnog putovanja po Rusiji, iz koje je prije 20 godina otišao u egzil.
- 1995. – Predstavnici 16 zemalja na Međunarodnoj konferenciji o BiH u Londonu upozorili bosanske Srbe da će, ako napadnu "zaštićenu zonu" UN-a Goražde, biti suočeni s "odlučnim uzvraćanjem, koje uključuje i upotrebu zračne sile".
- 1998. – Umro američki astronaut Alan Shepard, prvi Amerikanac koji je poletio u Svemir (1961.) i jedini čovjek koji je igrao golf na Mjesecu.
- 2001. – U dvodnevnim borbama između nasilnih demonstranata i snaga reda, tokom Summita grupe G-8 u Genovi, Italija, poginula jedna osoba, oko 400 ih je ranjeno, a 67 demonstranata uhićeno je pod optužbom za pokušaj ubojstva.
- 2002. – Tužiteljstvo Haškog tribunala (ICTY), u odgovoru na žalbu bivšeg zapovjednika HVO-a Tihomira Blaškića, ocijenilo neosnovanim sve osnove žalbe, zaključivši da je prvostupanjsko vijeće u presudi ispravno zaključilo da je Blaškić, i osobno i zapovjedno, odgovoran za progon muslimanskog stanovništva Lašvanske doline, te mu izreklo drakonsku kaznu - 3. ožujka 2000. proglašen je krivim i osuđen na 45 godina zatvora za ratne zločine počinjene u Lašvanskoj dolini od polovice 1992. do 1994. godine, od kojih je najteži pokolj 116 Muslimana sela Ahmići 16. travnja 1993. godine. 29. srpnja 2004. Žalbeno vijeće mu je smanjilo kaznu na 9 godina, čime je efektivno odmah pušten na slobodu, što je zapravo pokazalo stav suda da Blaškić nije bio odgovoran za ono što dogodilo u Lašvanskoj dolini.
- 2006. – podjelom odličja završene 1. Hrvatske svjetske igre.
- 2008. – U Beogradu je uhićen haški optuženik Radovan Karadžić nakon što se trinaest godina skrivao i proveo u bijegu.

| - 1654. – Pedro Calungsod, filipinski svetac († 1672.) - 1811. – Dimitrije Demeter, hrvatski književni i kazališni djelatnik († 1872.) - 1816. – Paul Julius von Reuter, osnivač britanske novinske agencije Reuters - 1873. – Hans Fallada, njemački književnik († 1947.) - 1899. – Ernest Hemingway, američki književnik († 1961.) - 1908. – Jordan Kuničić, hrvatski teolog i glazbenik († 1974.) - 1912. – Dinko Štambak, hrvatski književnik († 1989.) - 1920. – Nada Klaić, hrvatska povjesničarka († 1988.) - 1941. – Veljko Rogošić, hrvatski plivač († 2012.) - 1945. – Krste Juras, hrvatski brodograđevni stručnjak, pjesnik i tekstopisac - 1951. – Robin Williams, američki glumac († 2014.) - 1971. – Marina Poklepović, hrvatska glumica - 1972. – Daniel Markić, hrvatski obavještajni stručnjak - 1977. – Vanja Iveša, hrvatski nogometaš - 2000. – Erling Haaland, norveški nogometaš | - 1425. – Manuel II. Paleolog, bizantski car (* 1350.) - 1796. – Robert Burns, škotski pjesnik (* 1759.) - 1838. – Johann Nepomuk Mälzel, njemački izumitelj (* 1772.) - 1888. – Matthias Joseph Scheeben, njemački teolog (* 1835.) - 1900. – Alberico Crescitelli, talijanski misionar i svetac (* 1863.) - 1944. – Claus von Stauffenberg, njemački časnik (* 1907.) - 1972. – Ralph Craig, američki sprinter (* 1889.) - 1998. – Alan Shepard, američki astronaut (* 1923.) - 2004. – Jerry Goldsmith, američki skladatelj (* 1929.) - 2004. – Edward B. Lewis, američki genetičar i nobelovac (* 1918.) - 2005. – Long John Baldry, engleski blues pjevač (* 1941.) - 2007. – Dubravko Škiljan, hrvatski jezikoslovac (* 1949.) - 2017. – Hrvoje Šarinić, hrvatski političar (* 1935.) |

## Blagdani i spomendani
- Dan državnosti u Belgiji
- Daniel (prorok)